# Układ równań liniowych
Układ równań liniowych – koniunkcja pewnej liczby (być może nieskończonej) równań liniowych, czyli równań pierwszego rzędu.
Teoria układów równań liniowych jest działem algebry liniowej leżącej u podstaw nowoczesnej matematyki. Algorytmami obliczeniowymi zajmuje się dział nazywany numeryczna algebra liniowa, same zaś metody odgrywają ważną rolę w inżynierii, fizyce, chemii, informatyce i ekonomii. Częstokroć aproksymuje (przybliża) się bardziej skomplikowane układy równań nieliniowych (opisujące modele matematyczne czy symulacje komputerowe) dużo prostszymi układami równań liniowych (tzw. linearyzacja).
Układy równań liniowych rozpatruje się najczęściej nad ciałami (np. liczbami wymiernymi, rzeczywistymi czy zespolonymi); choć ma to sens już w przypadku pierścieni (np. liczb całkowitych), to rozwiązywanie takich układów nastręcza znacznie więcej trudności (w szczególności oznacza to badanie modułów zamiast przestrzeni liniowych, zob. uogólnienia). W dalszej części przyjmuje się, że wszystkie współczynniki należą do ustalonego ciała.

## Motywacje

Rozwiązaniem układu równań oraz jest para uporządkowana gdyż podstawienie do równań poprzednika tej pary za i jej następnika za da dwie tożsamości

W geometrii euklidesowej można rozpatrywać miejsca geometryczne wyznaczone przez dane dwie proste na płaszczyźnie – mogą one wyznaczać prostą, punkt lub nie wyznaczać żadnego miejsca geometrycznego; odpowiada im odpowiednio nieskończony zbiór elementów, zbiór złożony z pojedynczego elementu lub zbiór pusty. Wprowadzenie na płaszczyźnie układu współrzędnych umożliwia algebraizację tego zadania: proste zadane są za pomocą równań liniowych, zaś miejsce geometryczne wyznaczone przez te proste odpowiada zbiorowi elementów spełniających wszystkie równania jednocześnie (pełną interpretację geometryczną można znaleźć w sekcji Uogólnienia).
Jeśli w układzie współrzędnych kartezjańskich proste {\displaystyle l_{1},\ l_{2}} zadane są równaniami
{\displaystyle l_{1}\colon \ x-y=-1}
oraz
{\displaystyle l_{2}\colon \ 3x+y=9,}
to ich jedyny punkt wspólny {\displaystyle (x_{0},\ y_{0})} ma współrzędne {\displaystyle (2,\ 3),} co łatwo sprawdzić wprost:
{\displaystyle 2-3=-1,}
{\displaystyle 3\cdot 2+3=9.}
To, że jest to jedyny punkt, wynika z faktu, iż proste te nie są równoległe (argument formalny podano dalej). Zwyczajowo równania prostych {\displaystyle l_{1},l_{2}} zapisuje się bezpośrednio jedno pod drugim i spina klamrą:
{\displaystyle {\begin{cases}x-y=-1,\\3x+y=9.\end{cases}}}
nazywając je układem równań liniowych, zaś zbiór elementów spełniających każde równanie z osobna (odpowiadający punktom wspólnym prostych) – jego rozwiązaniami.

## Postać i zapis

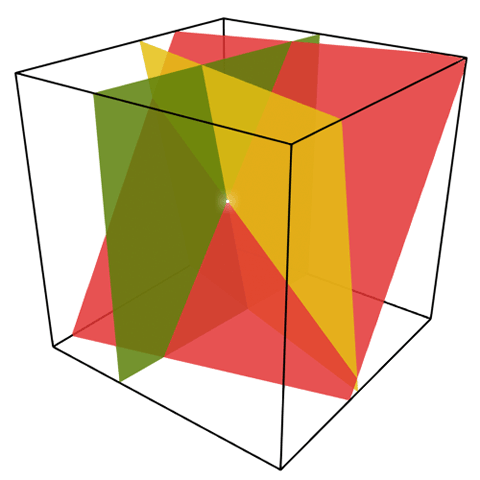
Układ równań liniowych o trzech zmiennych określa zbiór płaszczyzn – dowolny ich punkt przecięcia (o ile istnieje) jest rozwiązaniem układu

Niech {\displaystyle \mathrm {U} } oznacza układ {\displaystyle m} równań liniowych o {\displaystyle n} niewiadomych, tzn. 
{\displaystyle \mathrm {U} \colon {\begin{cases}{\begin{matrix}a_{11}x_{1}&+&a_{12}x_{2}&+&\dots &+&a_{1n}x_{n}&=b_{1},\\a_{21}x_{1}&+&a_{22}x_{2}&+&\dots &+&a_{2n}x_{n}&=b_{2},\\\vdots &&\vdots &&\ddots &&\vdots &\vdots \\a_{m1}x_{1}&+&a_{m2}x_{2}&+&\dots &+&a_{mn}x_{n}&=b_{m}.\end{matrix}}\end{cases}}.}
Niech {\displaystyle 1\leqslant i\leqslant m} oraz {\displaystyle 1\leqslant j\leqslant n.} Wielkości {\displaystyle x_{j}} nazywa się niewiadomymi (lub zmiennymi), liczby {\displaystyle a_{ij}} nazywa się współczynnikami, zaś elementy {\displaystyle b_{i}} to wyrazy wolne. Układ nazywa się jednorodnym, jeżeli wyrazy wolne są równe zeru; inaczej mówiąc, wszystkie równania jednorodnego układu równań liniowych są jednorodne.
Układ {\displaystyle \mathrm {U} } można zapisać jako równanie wektorowe
{\displaystyle [x_{1}a_{11}+\ldots +x_{n}a_{1n},\ \dots ,\ x_{1}a_{m1}+\ldots +x_{n}a_{mn}]=[b_{1},\dots ,b_{m}],}
które można przedstawić w postaci
{\displaystyle x_{1}[a_{11},\dots ,a_{m1}]+\ldots +x_{n}[a_{1n},\dots ,a_{mn}]=[b_{1},\dots ,b_{m}],}
dzięki czemu każda niewiadoma może być postrzegana jako współczynnik kombinacji liniowej wektorów {\displaystyle \mathbf {a} _{j}=[a_{1j},\dots ,a_{mj}],} tzn.
{\displaystyle x_{1}\mathbf {a} _{1}+x_{2}\mathbf {a} _{2}+\ldots +x_{n}\mathbf {a} _{n}=\mathbf {b} ,}
gdzie {\displaystyle \mathbf {b} =[b_{1},b_{2},\dots ,b_{m}]} nazywa się w tym kontekście wektorem wyrazów wolnych, zaś {\displaystyle \mathbf {x} =[x_{1},x_{2},\dots ,x_{n}]} to wektor zmiennych (zob. uogólnienia).
Korzystając z notacji macierzowej, układ {\displaystyle \mathrm {U} } można przedstawić w postaci
{\displaystyle {\begin{bmatrix}a_{11}x_{1}&+&a_{12}x_{2}&+&\dots &+&a_{1n}x_{n}\\a_{21}x_{1}&+&a_{22}x_{2}&+&\dots &+&a_{2n}x_{n}\\\vdots &&\vdots &&\ddots &&\vdots \\a_{m1}x_{1}&+&a_{m2}x_{2}&+&\dots &+&a_{mn}x_{n}\end{bmatrix}}={\begin{bmatrix}b_{1}\\b_{2}\\\vdots \\b_{m}\end{bmatrix}},}
co, przy pomocy standardowego mnożenia macierzy, można zapisać w formie
{\displaystyle {\begin{bmatrix}a_{11}&a_{12}&\dots &a_{1n}\\a_{21}&a_{22}&\dots &a_{2n}\\\vdots &\vdots &\ddots &\vdots \\a_{m1}&a_{m2}&\dots &a_{mn}\end{bmatrix}}{\begin{bmatrix}x_{1}\\x_{2}\\\vdots \\x_{n}\end{bmatrix}}={\begin{bmatrix}b_{1}\\b_{2}\\\vdots \\b_{m}\end{bmatrix}}.}
Innymi słowy dowolny układ {\displaystyle \mathrm {U} } można traktować jak macierzowe równanie liniowe
{\displaystyle \mathbf {AX} =\mathbf {B} ,}
gdzie {\displaystyle \mathbf {A} =[a_{ij}]} jest macierzą typu {\displaystyle m\times n,} zaś {\displaystyle \mathbf {X} =[x_{j}]} oraz {\displaystyle \mathbf {B} =[b_{i}]} to macierze odpowiednio typów {\displaystyle n\times 1} oraz {\displaystyle m\times 1.} Macierz {\displaystyle \mathbf {A} } nazywa się macierzą główną układu {\displaystyle \mathrm {U} .} Jeśli macierz układu jest kwadratowa, tzn. {\displaystyle n=m,} to sam układ również nazywa się czasem kwadratowym, jeśli jest ona prostokątna, czyli {\displaystyle n\neq m,} to układ także nazywa się niekiedy prostokątnym.
Ponieważ macierz {\displaystyle \mathbf {X} } w powyższym równaniu macierzowym zachowuje się przy operacjach elementarnych na wierszach (każde równanie jest kombinacją liniową elementów {\displaystyle x_{j}}), to wygodne jest pominięcie go w zapisie i rozpatrywanie macierzy rozszerzonej bądź uzupełnionej układu {\displaystyle \mathrm {U} ,} złożonej z elementów macierzy {\displaystyle \mathbf {A} } oraz {\displaystyle \mathbf {B} ,} w której wyrazy {\displaystyle a_{ij}} oddziela się zwykle optycznie od wyrazów {\displaystyle b_{i}} pionową kreską:
{\displaystyle \left[{\begin{matrix}a_{11}&a_{12}&\dots &a_{1n}\\a_{21}&a_{22}&\dots &a_{2n}\\\vdots &\vdots &\ddots &\vdots \\a_{m1}&a_{m2}&\dots &a_{mn}\end{matrix}}\right|\left.{\begin{matrix}b_{1}\\b_{2}\\\vdots \\b_{m}\end{matrix}}\right].}
Macierz {\displaystyle \mathbf {A} } może być traktowana jako przypadek szczególny macierzy rozszerzonej, w której wyrazy {\displaystyle b_{i}} są równe zeru.
Dowolny układ {\displaystyle \mathrm {U} } można zapisać w postaci
{\displaystyle \mathrm {U} '\colon {\begin{cases}{\begin{matrix}a_{11}x_{1}&+&a_{12}x_{2}&+&\dots &+&a_{1n}x_{n}&-&b_{1}&=0,\\a_{21}x_{1}&+&a_{22}x_{2}&+&\dots &+&a_{2n}x_{n}&-&b_{2}&=0,\\\vdots &&\vdots &&\ddots &&\vdots &&\vdots &\vdots \\a_{m1}x_{1}&+&a_{m2}x_{2}&+&\dots &+&a_{mn}x_{n}&-&b_{m}&=0;\end{matrix}}\end{cases}},}
co w zapisie macierzowym można ująć następująco:
{\displaystyle {\begin{bmatrix}a_{11}&a_{12}&\dots &a_{1n}&b_{1}\\a_{21}&a_{22}&\dots &a_{2n}&b_{2}\\\vdots &\vdots &\ddots &\vdots &\vdots \\a_{m1}&a_{m2}&\dots &a_{mn}&b_{m}\end{bmatrix}}{\begin{bmatrix}x_{1}\\\vdots \\x_{n}\\-1\end{bmatrix}}={\begin{bmatrix}0\\\vdots \\\vdots \\0\end{bmatrix}}.}
W ten sposób układ {\displaystyle \mathrm {U} } w postaci {\displaystyle \mathrm {U} '} można zapisać jako
{\displaystyle \mathbf {A} '\mathbf {X} '=\mathbf {\Theta } ,}
gdzie {\displaystyle \mathbf {A} '} jest macierzą typu {\displaystyle m\times (n+1),} zaś {\displaystyle \mathbf {X} '} jest macierzą typu {\displaystyle (n+1)\times 1,} a {\displaystyle \mathbf {\Theta } } jest macierzą zerową typu {\displaystyle m\times 1.} Macierz główna {\displaystyle \mathbf {A} '} układu {\displaystyle \mathrm {U} '} jest więc formalnie macierzą rozszerzoną układu {\displaystyle \mathrm {U} .} Oznacza to, że układ niejednorodny {\displaystyle n} zmiennych można sprowadzić do układu jednorodnego {\displaystyle n+1} zmiennych, przy czym jedna z nich jest ustalona (zob. uogólnienia).

## Rozwiązania

Równania oraz tworzą układ sprzeczny

Rozwiązaniem {\displaystyle \mathrm {U} } nazywa się dowolny ciąg liczb {\displaystyle r_{i},} który po podstawieniu za {\displaystyle x_{j}} będzie spełniał każde z równań {\displaystyle \mathrm {U} .} Układ, który nie ma rozwiązań, nazywa się sprzecznym; jeżeli zbiór rozwiązań układu jest niepusty, to nazywa się go niesprzecznym. Układ niesprzeczny, który ma jedno i tylko jedno rozwiązanie, nazywa się oznaczonym; układy o więcej niż jednym rozwiązaniu nazywa się nieoznaczonymi – w przypadku układów liniowych nad ciałami nieskończonymi (takimi jak liczby wymierne, liczby rzeczywiste czy liczby zespolone) oznacza to, że układ ma nieskończenie wiele rozwiązań.
Wskazówkę co do ogólnej liczby rozwiązań układu daje już sama jego postać:
- układ niedookreślony, który ma mniej równań niż niewiadomych, {\displaystyle m<n,} zwykle jest nieoznaczony;
- układ nadokreślony mający więcej równań niż niewiadomych, {\displaystyle m>n,} zazwyczaj jest sprzeczny;
- układ, który ma tyle równań co niewiadomych, {\displaystyle m=n,} często ma jedno rozwiązanie.

Przypadki te obrazują następujące wykresy dla układów równań liniowych dwóch zmiennych:
|                |              |               |
| Jedno równanie | Dwa równania | Trzy równania |

### Operacje elementarne
Podstawową metodą rozwiązywania układów równań jest przekształcanie danego układu w inny, który ma ten sam zbiór rozwiązań – układy takie nazywa się równoważnymi. Można wyróżnić trzy operacje elementarne na wierszach przekształcające dany układ w układ do niego równoważny:
- dodanie do równania innego równania pomnożonego przez liczbę,
- zamiana dwóch równań miejscami,
- pomnożenie równania przez liczbę różną od zera.

Powszechnie stosowanymi metodami rozwiązywania układów równań liniowych za pomocą wspomnianych operacji elementarnych są:
- metoda eliminacji Gaussa, w której układ przekształca się do równoważnego z nim układu równań z rosnącą liczbą zmiennych;
- metoda eliminacji Gaussa-Jordana, w której układ przekształca się dalej (poprzez kolejne podstawienia równań z mniejszą liczbą zmiennych do tych z większą) do równoważnego z nim układu równań liniowych wiążących bezpośrednio każdą zmienną z pewną wartością.

Oba algorytmy opisano w przypadku, gdy układ jest oznaczony. Jeśli układ jest sprzeczny, to uzyskuje się (co najmniej jedno) równanie sprzeczne, które mówi o sprzeczności całego układu. Jeśli układ jest nieoznaczony, to niektóre zmienne przenosi się do prawych części równań i rozwiązanie podaje się w postaci wyrażania jednych zmiennych przez inne (zob. też następną podsekcję). Metody te w zapisie macierzowym odpowiadają (zwykle) najefektywniejszym metodom przekształcania macierzy głównej (w przypadku jednorodnym) lub rozszerzonej (w przypadku niejednorodnym) układu do wierszowo z nią równoważnej macierzy schodkowej w metodzie Gaussa i macierzy schodkowej zredukowanej w metodzie Gaussa-Jordana.

### Opis ogólny i zależność

Równania oraz nie są liniowo niezależne

Jeżeli układ ma więcej niż jedno rozwiązanie, to można je scharakteryzować, podając tzw. rozwiązanie ogólne układu, będące w istocie układem równań w prostej postaci – w przypadku, jeśli układ ma jedno rozwiązanie, to rozwiązanie można odczytać wprost z rozwiązania ogólnego. Układ
{\displaystyle \mathrm {R} \colon {\begin{cases}{\begin{matrix}x_{j_{1}}=&c_{11}x_{1}&+&c_{12}x_{2}&+&\dots &+&c_{1n}x_{n}&+&d_{1},\\x_{j_{2}}=&c_{21}x_{1}&+&c_{22}x_{2}&+&\dots &+&c_{2n}x_{n}&+&d_{2},\\\;\vdots \;\;=&\vdots &&\vdots &&\ddots &&\vdots &&\vdots \\x_{j_{k}}=&c_{k1}x_{1}&+&c_{k2}x_{2}&+&\dots &+&c_{kn}x_{n}&+&d_{k};\end{matrix}}\end{cases}},}
gdzie {\displaystyle j_{1}<\dots <j_{k},} a zmienne {\displaystyle x_{j_{1}},\dots ,x_{j_{k}}} nie występują po prawej stronie równań (tzn. {\displaystyle c_{ij}=0} dla {\displaystyle j=j_{1},\dots ,j_{k}}) zadaje rozwiązanie ogólne układu {\displaystyle \mathrm {U} } (krótko: {\displaystyle \mathrm {R} } jest rozwiązaniem ogólnym układu {\displaystyle \mathrm {U} }). Zmienne {\displaystyle x_{j_{1}},\dots ,x_{j_{k}}} nazywa się wtedy zależnymi, a pozostałe {\displaystyle x_{j}} nazywa się wówczas zmiennymi niezależnymi (albo parametrami).
Równania w układzie liniowym nazywa się niezależnymi, jeśli żadne z nich nie może być uzyskane z innych za pomocą operacji elementarnych. Innymi słowy każde z nich zawiera nową informację o zmiennych i usunięcie któregokolwiek z nich powiększa liczbę rozwiązań; w przypadku równań liniowych niezależność ta nazywana jest niezależnością liniową (zob. charakteryzacja).

### Wzory Cramera
Jeśli macierz główna układu jest kwadratowa (układ jest kwadratowy), to oznaczoność układu jest równoważna odwracalności jego macierzy głównej. Macierz jest odwracalna wtedy i tylko wtedy, gdy jest nieosobliwa, tzn. ma niezerowy wyznacznik. Wówczas, mnożąc z lewej strony (w ogólności mnożenie macierzy nie jest przemienne) równanie
{\displaystyle \mathbf {AX} =\mathbf {B} }
przez macierz {\displaystyle \mathbf {A} ^{-1},} czyli {\displaystyle \mathbf {A} ^{-1}\mathbf {AX} =\mathbf {A} ^{-1}\mathbf {B} ,} otrzymuje się rozwiązanie
{\displaystyle \mathbf {X} =\mathbf {A} ^{-1}\mathbf {B} .}
Macierz odwrotną do {\displaystyle \mathbf {A} } można wyznaczyć w dowolny sposób, np. korzystając z operacji elementarnych bądź obliczając iloraz macierzy dołączonej {\displaystyle \mathbf {A} ^{\mathrm {D} }} przez wyznacznik macierzy {\displaystyle \mathbf {A} .} Pierwsza metoda odpowiada w istocie metodzie eliminacji Gaussa-Jordana, druga z kolei jest wnioskiem z twierdzenia Cramera:
{\displaystyle \mathbf {X} ={\frac {\mathbf {A} ^{\mathrm {D} }\mathbf {B} }{\det \mathbf {A} }};}
wtedy też, na mocy rozwinięcia Laplace’a, wzory na elementy {\displaystyle x_{j}} powyższej macierzy, nazywane właśnie wzorami Cramera, dane są jako ilorazy wyznaczników macierzy {\displaystyle \mathbf {A} _{\mathbf {B} }^{(j)}} przez wyznacznik macierzy głównej {\displaystyle \mathbf {A} } układu {\displaystyle \mathbf {AX} =\mathbf {B} ,}
{\displaystyle x_{j}={\frac {\det \mathbf {A} _{\mathbf {B} }^{(j)}}{\det \mathbf {A} }},}
gdzie {\displaystyle \mathbf {A} _{\mathbf {B} }^{(j)}} oznacza macierz powstałą z {\displaystyle \mathbf {A} } poprzez zamianę elementów {\displaystyle j}-tej kolumny elementami macierzy wyrazów wolnych {\displaystyle \mathbf {B} ,} o ile tylko {\displaystyle \det \mathbf {A} } nie jest równy zeru.
Jak już wspomniano, układ jest oznaczony, gdy macierz główna jest odwracalna. Jeżeli wyznacznik macierzy głównej jest zerowy, to układ jest sprzeczny, gdy którykolwiek z wyznaczników {\displaystyle \det \mathbf {A} _{\mathbf {B} }^{(j)}} jest niezerowy. Twierdzenie odwrotne nie jest prawdziwe: jeśli wszystkie wyznaczniki są zerowe, to układ nie musi być nieoznaczony (wiadomo jedynie, że nie jest oznaczony, czyli może być tak sprzeczny, jak i nieoznaczony).
Stosowanie wzorów Cramera do rozwiązywania „konkretnych” układów wymaga z reguły więcej obliczeń niż stosowanie metody Gaussa, jednak metoda Cramera bywa dogodniejsza w rozważaniach teoretycznych.

### Inne metody
Układy trzech czy nawet czterech zmiennych łatwo rozwiązać ręcznie (najlepiej metodą Gaussa); do większych stosuje się często komputery. Standardowe podejście opiera się na metodzie eliminacji Gaussa. Bardzo ważne jest unikanie dzielenia przez małe liczby, które może prowadzić do błędów zaokrągleń – można to osiągnąć poprzez zmianę kolejności równań (druga operacja elementarna). Ponadto w szczególnym przypadku, gdy dane układy mają tę samą macierz główną, lecz różne macierze rozszerzone (tzn. układy mają te same współczynniki, lecz różne wyrazy wolne), to pomocne okazuje się wyznaczenie rozkładu LU macierzy głównej.
Często możliwe jest wykorzystanie szczególnej postaci macierzy głównej układu do uzyskania szybszych bądź dokładniejszych algorytmów. Przykładowo układy z symetrycznymi i dodatnio określonymi macierzami głównymi mogą być rozwiązane dużo szybciej za pomocą rozkładu Cholesky’ego. Rekursja Levinsona jest z kolei szybką metodą rozwiązywania układów opisanych macierzą Toeplitza. Istnieją także specjalne metody dla macierzy z wieloma zerami (tzw. macierzy rzadkich), które pojawiają się często w zastosowaniach matematyki.
W zupełnie inny sposób podchodzi się do bardzo dużych układów, których rozwiązanie kosztowałoby zbyt dużo czasu lub pamięci. Idea polega na rozpoczęciu od wstępnego przybliżenia rozwiązania (które wcale nie musi być dokładne) i stopniowym jego poprawianiu. Jeśli jest ono wystarczająco dokładne, to właśnie ono przyjmowane jest jako rozwiązanie układu. Tego rodzaju podejście prowadzi do metod iteracyjnych.

### Charakteryzacja

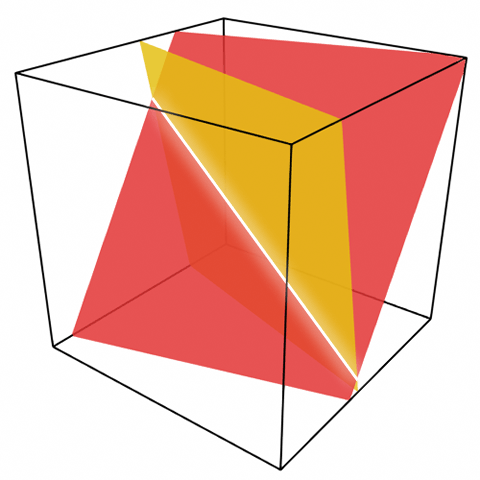
Zbiór rozwiązań dwóch równań liniowych o trzech zmiennych zwykle tworzy prostą (przestrzeń jednowymiarową)

O niesprzeczności i liczbie rozwiązań układu {\displaystyle m} równań liniowych o {\displaystyle n} niewiadomych mówi twierdzenie Kroneckera-Capellego: ma on rozwiązanie wtedy i tylko wtedy, gdy rząd {\displaystyle r} macierzy głównej tego układu jest równy rzędowi {\displaystyle s} jego macierzy rozszerzonej. Układ jednorodny zawsze ma rozwiązanie trywialne, tzn. postaci {\displaystyle (0,\dots ,0);} jest to jedyne rozwiązanie oznaczonego układu jednorodnego. Układ niesprzeczny jest
- oznaczony, tzn. ma jedno rozwiązanie, gdy rząd macierz głównej układu jest równy liczbie niewiadomych;
- nieoznaczony, tzn. nieskończenie wiele rozwiązań, gdy rząd macierzy głównej układu jest mniejszy od liczby niewiadomych – zbiór rozwiązań zależy wtedy od {\displaystyle n-r} parametrów.

Z punktu widzenia geometrii analitycznej rozwiązania układu tworzą przestrzeń liniową (w przypadku jednorodnym) albo przestrzeń afiniczną (w przypadku niejednorodnym) wymiaru {\displaystyle n-r.} W szczególności więc, jeśli {\displaystyle n=r,} to rozwiązaniem jest punkt.
Niech {\displaystyle S_{\mathbf {0} }} oznacza zbiór rozwiązań układu jednorodnego {\displaystyle \mathrm {A} (\mathbf {x} )=\mathbf {0} .} Ponieważ układ jest jednorodny, to {\displaystyle S_{\mathbf {0} }} nie jest pusty. Niech {\displaystyle \mathbf {x} _{1},\mathbf {x} _{2}} należą do {\displaystyle S_{\mathbf {0} },} tzn. {\displaystyle \mathrm {A} (\mathbf {x} _{1})=\mathbf {0} } oraz {\displaystyle \mathrm {A} (\mathbf {x} _{2})=\mathbf {0} ,} skąd {\displaystyle \mathrm {A} (p\mathbf {x} _{1}+q\mathbf {x} _{2})=\mathbf {0} ,} czyli {\displaystyle p\mathbf {x} _{1}+q\mathbf {x} _{2}} również należy do {\displaystyle S_{\mathbf {0} },} a więc {\displaystyle S_{\mathbf {0} }} jest podprzestrzenią liniową przestrzeni współrzędnych. Ponieważ przekształcenie macierzy układu do postaci schodkowej zredukowanej nie zmienia zbioru rozwiązań {\displaystyle S_{\mathbf {0} }} układu, to pierwsze {\displaystyle k} wierszy jest kombinacją liniową ostatnich {\displaystyle n-r} liniowo niezależnych wierszy; w ten sposób również {\displaystyle n-r} kolumn tej macierzy tworzy bazę przestrzeni {\displaystyle S_{\mathbf {0} }} (w gruncie rzeczy wykorzystuje się tu pojęcie rzędu; w ogólności powyższe obserwacje są równoważne twierdzeniu o rzędzie przekształcenia liniowego).
Teraz niech {\displaystyle S_{\mathbf {b} }} będzie zbiorem rozwiązań układu niejednorodnego {\displaystyle \mathrm {A} (\mathbf {x} )=\mathbf {b} ;} ponieważ {\displaystyle r=s,} to zbiór ten nie jest pusty. Niech {\displaystyle \mathbf {x} _{1}} będzie ustalonym rozwiązaniem, a {\displaystyle \mathbf {x} _{2}} dowolnym rozwiązaniem układu; wówczas z {\displaystyle \mathrm {A} (\mathbf {x} _{1})=\mathbf {b} } oraz {\displaystyle \mathrm {A} (\mathbf {x} _{2})=\mathbf {b} ,} wynika {\displaystyle \mathrm {A} (\mathbf {x} _{1}-\mathbf {x} _{2})=\mathrm {A} (\mathbf {x} _{1})-\mathrm {A} (\mathbf {x} _{2})=\mathbf {0} ,} czyli {\displaystyle \mathbf {x} _{1}-\mathbf {x} _{2}} należy do zbioru {\displaystyle S_{\mathbf {0} }} rozwiązań odpowiadającego mu układu jednorodnego. Wraz z nim do {\displaystyle S_{\mathbf {0} }} należy również rozwiązanie przeciwne {\displaystyle {\bar {\mathbf {x} }}:=\mathbf {x} _{2}-\mathbf {x} _{1},} skąd {\displaystyle \mathbf {x} _{2}=\mathbf {x} _{1}+{\bar {\mathbf {x} }},} co wobec dowolności {\displaystyle \mathbf {x} _{2}} oznacza {\displaystyle S_{\mathbf {b} }\subseteq \mathbf {x} _{1}+S_{\mathbf {0} }.} Jeśli zaś {\displaystyle {\bar {\mathbf {x} }}=\mathbf {x} _{1}+\mathbf {x} _{2},} gdzie {\displaystyle \mathbf {x} _{1}} należy do {\displaystyle S_{\mathbf {b} },} a {\displaystyle \mathbf {x} _{2}} należy do {\displaystyle S_{\mathbf {0} },} to {\displaystyle \mathrm {A} ({\bar {\mathbf {x} }})=\mathrm {A} (\mathbf {x} _{1})+\mathrm {A} (\mathbf {x} _{2})=\mathbf {b} +\mathbf {0} ,} czyli {\displaystyle {\bar {\mathbf {x} }}} należy do {\displaystyle S_{\mathbf {b} },} a więc {\displaystyle \mathbf {x} _{1}+S_{\mathbf {0} }\subseteq S_{\mathbf {b} }.} Wynika stąd, że zbiór rozwiązań układu niejednorodnego jest warstwą podprzestrzeni liniowej rozwiązań odpowiadającego mu układu jednorodnego, zatem jest podprzestrzenią afiniczną tej samej przestrzeni współrzędnych.

## Uogólnienia

Rozwiązania nieoznaczonych układów niejednorodnych tworzą podprzestrzeń afiniczną

Z punktu widzenia geometrii analitycznej układ {\displaystyle m} równań o {\displaystyle n} zmiennych odpowiada zadaniu {\displaystyle m} hiperpłaszczyzn w {\displaystyle n}-wymiarowej przestrzeni liniowej (lub przestrzeni afinicznej), rozwiązaniem (ogólnym) jest wtedy przestrzeń będąca częścią wspólną wszystkich hiperpłaszczyzn.
Stosując notację wektorową, można wykorzystać do opisu układów równań liniowych cały aparat algebry liniowej. Zbiór wszystkich kombinacji liniowych układu wektorów nazywa się powłoką liniową; w ten sposób układ równań ma rozwiązanie, jeśli wektor {\displaystyle \mathbf {b} } leży w powłoce generowanej przez wektory {\displaystyle \mathbf {a} _{j}.} Jeżeli każdy wektor powłoki można wyrazić jednoznacznie jako kombinację liniową wektorów {\displaystyle \mathbf {a} _{j},} to układ jest oznaczony. W każdej powłoce można wyróżnić bazę złożoną z liniowo niezależnych wektorów, dzięki którym wspomniane wyrażenie może być jednoznaczne; liczba wektorów w bazie (wymiar) nie może być większy niż {\displaystyle m} czy {\displaystyle n,} ale może być mniejsza. Rozwiązanie istnieje, gdy powłoka składa się z {\displaystyle m} liniowo niezależnych wektorów.
Najogólniejszą postacią przekształcenia liniowego {\displaystyle \mathrm {A} } między dwoma przestrzeniami liniowymi jest kombinacja liniowa zadających go wektorów {\displaystyle \mathbf {a} _{j}} (zob. twierdzenie o przekształceniu liniowym zadanym na bazie). Samo przekształcenie liniowe {\displaystyle \mathrm {A} ,} przy ustalonych bazach dziedziny i przeciwdziedziny, można zapisać w postaci macierzy {\displaystyle \mathbf {A} =[\mathbf {a} _{j}].} Wówczas obliczaniu wartości {\displaystyle \mathrm {A} (\mathbf {x} )} odpowiada mnożenie {\displaystyle \mathbf {AX} ,} a rozwiązywanie układu równań jednorodnych jest w istocie wyznaczaniem miejsc zerowych przekształcenia liniowego {\displaystyle \mathrm {A} .} Przedstawione w poprzedniej sekcji rozumowanie jest przypadkiem szczególnym ogólnego wyniku – zbiór miejsc zerowych przekształcenia liniowego, nazywany jego jądrem, tworzy podprzestrzeń liniową w dziedzinie tego przekształcenia. Wymiar powłoki wspomniany w poprzednim akapicie w przypadku macierzy nazywa się jej rzędem (wierszowym). W ten sposób układ równań liniowych {\displaystyle \mathbf {AX} =\mathbf {B} } można traktować jako problem opisu przekształcenia liniowego {\displaystyle \mathrm {A} (\mathbf {x} )=\mathbf {b} ,} przy czym istnienie rozwiązań jest tożsame z należeniem {\displaystyle \mathbf {b} } do obrazu {\displaystyle \mathrm {A} } (czyli istnieniem takiego wektora {\displaystyle \mathbf {x} ,} który spełniałby {\displaystyle \mathrm {A} (\mathbf {x} )=\mathbf {b} }), a ich jednoznaczność jest równoważna trywialności jądra {\displaystyle \mathrm {A} } (czyli różnowartościowości przekształcenia). Zależność między wymiarami jądra i obrazu opisuje tzw. twierdzenie o rzędzie przekształcenia liniowego.
Powyższe obserwacje dotyczące przestrzeni i przekształceń liniowych dla układów jednorodnych zachodzą mutatis mutandis dla przestrzeni i przekształceń afinicznych w przypadku niejednorodnym. W szczególności dowolne rozwiązanie układu niejednorodnego jest translacją rozwiązania odpowiadającego mu układu jednorodnego. Ponadto przekształceniu afinicznemu {\displaystyle \mathrm {A} (\mathbf {x} )+\mathbf {b} } przestrzeni {\displaystyle n}-wymiarowej w przestrzeń {\displaystyle m}-wymiarową odpowiada przekształcenie liniowe
{\displaystyle {\begin{bmatrix}a_{11}&\dots &a_{1n}&b_{1}\\\vdots &\ddots &\vdots &\vdots \\a_{m1}&\dots &a_{mn}&b_{m}\\0&\dots &0&1\end{bmatrix}}{\begin{bmatrix}x_{1}\\\vdots \\x_{n}\\1\end{bmatrix}}}
przestrzeni {\displaystyle (n+1)}-wymiarowej w przestrzeń {\displaystyle (m+1)}-wymiarową (każda przestrzeń afiniczna może być zanurzona w przestrzeni liniowej wyższego wymiaru). Ostatni wiersz macierzy można pominąć bez utraty ogólności, co tłumaczy obserwację poczynioną w sekcji postać i zapis.